# بوب غراهام (لاعب هوكي الجليد)
بوب غراهام هو لاعب هوكي الجليد كندي، ولد في 7 أكتوبر 1947 في مونتريال في كندا.

## وصلات خارجية
- بوب غراهام على موقع EliteProspects.com (الإنجليزية)
- بوب غراهام على موقع HockeyDB.com (الإنجليزية)